# Liste von Sprengstoffanschlägen im Jahr 2013
Die Liste von Sprengstoffanschlägen im Jahr 2013 erfasst Anschläge mit Sprengladungen und anderen Spreng- und Brandvorrichtungen gegen Einrichtungen und Ansammlungen von Menschen, die im Jahr 2013 passierten. Zu den Formen zählen unter anderem Auto- und Rucksackbomben. Siehe auch Liste von Anschlägen auf Verkehrsflugzeuge.

## Liste
| Datum            | Ereignis | Ort                  | Staat                        | Tote     | Verletzte | Anmerkung, Quellen |
| ---------------- | --- | -------------------- | ---------------------------- | -------- | --------- | --- |
| 1. Jan.          | Selbstmordattentat mit Motorradbombe auf Kundgebung | Karatschi            | Pakistan                     | 4        | 45        | [ 1 ] |
| 3. Jan.          | Anschlag mit Autobombe auf Tankstelle | Damaskus             | Syrien                       | 11       | 40        | [ 2 ] |
| 3. Jan.          | Selbstmordattentat mit Autobombe auf schiitische Pilger | Babil                | Irak                         | 27 (+1)  | 60        | [ 3 ] |
| 10. Jan.         | Selbstmordattentat mit Autobombe auf Billardhalle | Quetta               | Pakistan                     | 105 (+2) | 169       | [ 4 ] [ 5 ] |
| 10. Jan.         | Sprengstoffanschlag auf Tablighi-Jamaat-Treffen | nahe Mingora         | Pakistan                     | 31       | 70        | [ 6 ] |
| 10. Jan.         | Anschlag mit Autobombe auf Militärfahrzeuge | Quetta               | Pakistan                     | 12       | 50        | [ 7 ] |
| 13. Jan.         | Sprengstoffanschlag auf Militärkonvoi | Khyber Pakhtunkhwa   | Pakistan                     | 17       | 20        | [ 8 ] |
| 15. Jan.         | Raketenangriff auf die Universität Aleppo | Aleppo               | Syrien                       | 82       | 160       | [ 9 ] [ 10 ] |
| 16. Jan.         | Anschlagsserie mit Selbstmordattentätern, Autobomben, Haftbomben, Sprengsätzen und Mörsern |                      | Irak                         | 64 (+2)  | 289       | [ 11 ] [ 12 ] [ 13 ] [ 14 ] [ 15 ] [ 16 ] [ 17 ] [ 18 ] [ 19 ] [ 20 ] [ 21 ] [ 22 ] [ 23 ] [ 24 ]                                                                                               |
| 16. Jan.         | Anschlag mit Mörser und Flugabwehrraketen | Illizi               | Algerien                     | 40 (+29) | 8         | [ 25 ] |
| 16. Jan.         | Selbstmordattentat auf Regierungsgebäude | Kabul                | Afghanistan                  | 1 (+6)   | 30        | [ 26 ] |
| 16. Jan.         | Selbstmordattentat mit Autobomben auf Zivilisten | Idlib                | Syrien                       | 22 (+2)  | 30        | [ 27 ] [ 28 ] |
| 16. Jan.         | Selbstmordattentat mit Autobombe auf Regierungsgebäude | Kabul                | Afghanistan                  | 1 (+6)   | 30        | [ 29 ] |
| 18. Jan.         | Raketenangriff auf Wohngebäude | Aleppo               | Syrien                       | 12       | 24        | [ 30 ] |
| 18. Jan.         | Selbstmordattentat mit Autobomben auf Moschee | Darʿā                | Syrien                       | 24 (+1)  |           | [ 31 ] |
| 21. Jan.         | Selbstmordattentat mit Autobombe auf Zivilisten | Hamah                | Syrien                       | 30 (+1)  | 24        | [ 32 ] |
| 22. Jan.         | Selbstmordattentat mit Autobombe auf Kontrollpunkt | Taidschi             | Irak                         | 6 (+1)   | 20        | [ 33 ] |
| 23. Jan.         | Selbstmordattentat auf Beerdigung | Tuz Churmatu         | Irak                         | 42 (+1)  | 75        | [ 34 ] |
| 1. Feb.          | Selbstmordattentat mit Motorradbombe auf Moschee | Khyber Pakhtunkhwa   | Pakistan                     | 24 (+1)  | 55        | [ 35 ] |
| 2. Feb.          | Anschlag mit Selbstmordattentätern, Schusswaffen und Artillerie auf Militärlager | Khyber Pakhtunkhwa   | Pakistan                     | 23 (+12) | 8         | [ 36 ] |
| 3. Feb.          | Selbstmordattentat auf Polizeihauptquartier | Kirkuk               | Irak                         | 33 (+3)  | 70        | [ 37 ] |
| 4. Feb.          | Selbstmordattentat auf Versammlung | Taidschi             | Irak                         | 21 (+1)  | 44        | [ 38 ] |
| 6. Feb.          | Selbstmordattentate auf Regierungsgebäude und Militäranlage | Homs                 | Syrien                       | 12 (+2)  | 21        | [ 39 ] [ 40 ] |
| 6. Feb.          | Anschlag mit Autobombe auf Arbeiter | Hamah                | Syrien                       | 60 (+1)  |           | [ 41 ] |
| 8. Feb.          | Anschlag mit Panzerfäusten auf Konvoi | Jonglei              | Südsudan                     | 86 (+17) | 13        | [ 42 ] |
| 8. Feb.          | Anschlag mit Autobombe und Sprengsatz auf Markt | Bagdad               | Irak                         | 16       | 45        | [ 43 ] [ 44 ] |
| 8. Feb.          | Anschlag mit Autobomben auf Markt und Tankstelle | Babil                | Irak                         | 16       | 28        | [ 45 ] [ 46 ] |
| 8. Feb.          | Sprengstoffanschlag auf Markt, Moschee und Regierungsgebäude | Khyber Pakhtunkhwa   | Pakistan                     | 13       | 31        | [ 47 ] |
| 9. Feb.          | Anschlag mit Raketen und Mörsern auf Flüchtlingslager | Bagdad               | Irak                         | 6        | 40        | [ 48 ] |
| 11. Feb.         | Anschlag mit Autobombe auf Minibus | Hatay                | Türkei                       | 13       | 24        | [ 49 ] |
| 12. Feb.         | Granatenangriff auf Polizisten | Guaviare             | Kolumbien                    | 2        | 27        | [ 50 ] |
| 16. Feb.         | Anschlag mit Autobombe auf Zivilisten | Quetta               | Pakistan                     | 91       | 169       | [ 51 ] |
| 17. Feb.         | Anschlag mit Autobomben und Sprengsätzen auf Märkte, Bushaltestelle, Wohnviertel, Hotel und Zivilisten | Bagdad               | Irak                         | 37       | 100+      | [ 52 ] [ 53 ] [ 54 ] [ 55 ] [ 56 ] [ 57 ] [ 58 ] [ 59 ] [ 60 ] [ 61 ] |
| 19. Feb.         | Anschlag mit Autobombe auf Regierungsgebäude | Damaskus             | Syrien                       | 2        | 21        | [ 62 ] |
| 21. Feb.         | Sprengstoffanschlag auf Zivilisten | Hyderabad            | Indien                       | 17       | 119       | [ 63 ] [ 64 ] |
| 21. Feb.         | Selbstmordattentat mit Autobombe auf Parteigebäude | Damaskus             | Syrien                       | 61 (+1)  | 200+      | [ 65 ] |
| 25. Feb.         | Anschlag mit 2 Autobomben auf Zivilisten | Homs                 | Syrien                       | 4        | 40        | [ 66 ] [ 67 ] |
| 25. Feb.         | Sprengstoffanschlag auf Schrein | Sindh                | Pakistan                     | 4        | 26        | [ 68 ] |
| 28. Feb.         | Anschlag mit Autobombe und Sprengsatz auf Restaurant | Bagdad               | Irak                         | 19       | 40        | [ 69 ] [ 70 ] |
| 28. Feb.         | Anschlag mit 2 Autobomben auf Wohnanlage | Homs                 | Syrien                       | 1        | 30        | [ 71 ] |
| 1. Mrz.          | Anschlag mit Autobombe auf Markt | Diwaniyya            | Irak                         | 5        | 50        | [ 72 ] |
| 3. Mrz.          | Anschlag mit Autobombe auf schiitische Moschee | Karatschi            | Pakistan                     | 45       | 151       | [ 73 ] |
| 4. Mrz.          | Anschlag mit Panzerfäusten und Sprengsätzen auf Militärkonvoi | al-Anbar             | Irak                         | 57       | 7         | [ 74 ] |
| 9. Mrz.          | Sprengstoffanschlag auf Moschee | Peschawar            | Pakistan                     | 5        | 29        | [ 75 ] |
| 11. Mrz.         | Selbstmordattentat mit Autobombe auf Polizeigebäude und Schule | Dibis                | Irak                         | 5 (+1)   | 120       | [ 76 ] |
| 12. Mrz.         | Selbstmordattentat mit Motorradbombe auf Polizeistreife | Bannu                | Pakistan                     | 2 (+1)   | 20        | [ 77 ] |
| 13. Mrz.         | Mörserangriff auf Vorort | Damaskus             | Syrien                       | 3        | 50        | [ 78 ] |
| 14. Mrz.         | Anschlag mit Autobomben und Selbstmordattentätern auf Regierungsgebäude | Bagdad               | Irak                         | 30 (+2)  | 50        | [ 79 ] [ 80 ] [ 81 ] [ 82 ] |
| 18. Mrz.         | Selbstmordattentat mit Autobombe auf Bushaltestelle | Kano                 | Nigeria                      | 37 (+2)  | 75        | [ 83 ] |
| 18. Mrz.         | Anschlag mit Autobombe auf Kontrollpunkt | Baladruz             | Irak                         | 4        | 22        | [ 84 ] |
| 18. Mrz.         | Selbstmordattentat auf Gerichtskomplex | Peschawar            | Pakistan                     | 4 (+2)   | 45        | [ 85 ] |
| 19. Mrz.         | Anschlagsserie mit Selbstmordattentätern, Autobomben, Sprengsätzen und Mörsern |                      | Irak                         | 57 (+3)  | 150       | [ 86 ] [ 87 ] [ 88 ] [ 89 ] [ 90 ] [ 91 ] [ 92 ] [ 93 ] [ 94 ] [ 95 ] [ 96 ] [ 97 ] [ 98 ] [ 99 ] [ 100 ] [ 101 ] [ 102 ] [ 103 ] [ 104 ] [ 105 ]                                               |
| 19. Mrz.         | Anschlag mit Sarin-Rakete auf Militärposten | Aleppo               | Syrien                       | 86+      | 124       | [ 106 ] |
| 21. Mrz.         | Selbstmordattentat auf Moschee | Damaskus             | Syrien                       | 49 (+1)  | 84        | [ 107 ] |
| 21. Mrz.         | Anschlag mit Autobombe und Sprengsatz auf schiitische Schule | Kirkuk               | Irak                         | 0        | 35        | [ 108 ] [ 109 ] |
| 21. Mrz.         | Anschlag mit Autobombe auf Flüchtlingslager | Khyber Pakhtunkhwa   | Pakistan                     | 17       | 30        | [ 110 ] |
| 22. Mrz.         | Artillerie- und Schusswaffenangriff auf Bar, Bank und Gefängnis | Adamawa              | Nigeria                      | 25       | 0         | [ 111 ] |
| 22. Mrz.         | Sprengstoffanschlag auf Bushaltestelle | Belutschistan        | Pakistan                     | 8        | 40        | [ 112 ] |
| 23. Mrz.         | Anschlag mit Mörsern, Panzerfäusten und Sturmgewehren auf MISCA-Soldaten | nahe Bangui          | Zentralafrikanische Republik | 13       | 27        | [ 113 ] |
| 23. Mrz.         | Selbstmordattentat mit Autobombe auf Kontrollpunkt | Khyber Pakhtunkhwa   | Pakistan                     | 17 (+1)  | 26        | [ 114 ] |
| 29. Mrz.         | Selbstmordattentat mit Autobombe auf Moschee | Kirkuk               | Irak                         | 3 (+1)   | 70        | [ 115 ] |
| 29. Mrz.         | Selbstmordattentat auf Polizeikonvoi | Peschawar            | Pakistan                     | 10 (+1)  | 28        | [ 116 ] |
| 1. Apr.          | Selbstmordattentat mit Autobombe auf Polizeihauptquartier | Tikrit               | Irak                         | 9 (+1)   | 30        | [ 117 ] |
| 3. Apr.          | Selbstmordattentat mit Autobombe auf Gerichtsgebäude | Badghis              | Afghanistan                  | 44 (+9)  | 95        | [ 118 ] |
| 6. Apr.          | Selbstmordattentat auf Kundgebung | Baquba               | Irak                         | 22 (+1)  | 60        | [ 119 ] |
| 8. Apr.          | Selbstmordattentat mit Autobombe auf Zentralbank | Damaskus             | Syrien                       | 13 (+1)  | 53        | [ 120 ] |
| 8. Apr.          | Sprengstoffanschlag auf Bus | Wardak               | Afghanistan                  | 9        | 22        | [ 121 ] |
| 11. Apr.         | Sprengstoffanschlag auf Milizlager | Khyber Pakhtunkhwa   | Pakistan                     | 3        | 22        | [ 122 ] |
| 12. Apr.         | Sprengstoffanschlag auf Moschee | Diyala               | Irak                         | 7        | 30        | [ 123 ] |
| 13. Apr.         | Selbstmordattentat mit Autobombe auf Gerichtsgebäude | Mogadischu           | Somalia                      | 29 (+9)  | 58        | [ 124 ] |
| 14. Apr.         | Mörserangriff auf Bushaltestelle | Damaskus             | Syrien                       | 4        | 20        | [ 125 ] |
| 15. Apr.         | Anschlag auf den Boston-Marathon | Boston               | Vereinigte Staaten           | 5        | 264       | [ 126 ] |
| 15. Apr.         | Sprengstoffanschlag auf Polizeistreifen | Tuz Churmatu         | Irak                         | 5        | 67        | [ 127 ] [ 128 ] [ 129 ] [ 130 ] |
| 16. Apr.         | Anschlag mit Autobombe auf Zivilisten | Wasit                | Irak                         | 7        | 20        | [ 131 ] |
| 18. Apr.         | Selbstmordattentat auf Café | Bagdad               | Irak                         | 27 (+1)  | 50        | [ 132 ] |
| 21. Apr.         | Sprengstoffanschlag auf Restaurant | Falludscha           | Irak                         | 9        | 20        | [ 133 ] |
| 23. Apr.         | Selbstmordattentat mit Autobombe auf Kontrollpunkt | Quetta               | Pakistan                     | 6 (+1)   | 30        | [ 134 ] |
| 24. Apr.         | Anschlag mit Autobombe auf Markt | Bagdad               | Irak                         | 7        | 23        | [ 135 ] |
| 26. Apr.         | Sprengstoffanschlag auf Moschee | Bagdad               | Irak                         | 4        | 46        | [ 136 ] |
| 26. Apr.         | Anschlag mit Motorradbombe auf Kiosk | Bagdad               | Irak                         | 5        | 21        | [ 137 ] |
| 26. Apr.         | Anschlag mit Autobombe auf Parteibüro | Karatschi            | Pakistan                     | 11       | 40        | [ 138 ] |
| 27. Apr.         | Anschlag mit Autobomben und Granate auf Parteibüros und Moschee | Karatschi            | Pakistan                     | 8        | 59        | [ 139 ] [ 140 ] [ 141 ] |
| 28. Apr.         | Sprengstoffanschlag auf Kundgebung und Wahllokale | Khyber Pakhtunkhwa   | Pakistan                     | 10       | 43        | [ 142 ] [ 143 ] [ 144 ] |
| 29. Apr.         | Anschlag mit 2 Autobomben auf Markt und Polizeistation | Amara                | Irak                         | 9        | 40        | [ 145 ] [ 146 ] |
| 29. Apr.         | Anschlag mit Autobombe auf Restaurant | Diwaniyya            | Irak                         | 2        | 23        | [ 147 ] |
| 29. Apr.         | Selbstmordattentat mit Motorradbombe auf Bus und Polizeistreife | Peschawar            | Pakistan                     | 8 (+1)   | 43        | [ 148 ] |
| 30. Apr.         | Anschlag mit Autobombe auf Innenministerium | Damaskus             | Syrien                       | 9        | 60        | [ 149 ] |
| 3. Mai           | Anschlag mit Autobombe auf Moschee | Bagdad               | Irak                         | 5        | 31        | [ 150 ] |
| 4. Mai           | Selbstmordattentat mit Motorradbombe und Sprengsatz auf Parteibüro | Karatschi            | Pakistan                     | 5 (+1)   | 30+       | [ 151 ] [ 152 ] |
| 5. Mai           | Selbstmordattentat mit Autobombe auf Regierungskonvoi | Mogadischu           | Somalia                      | 8 (+1)   | 25        | [ 153 ] |
| 5. Mai           | Sprengstoffanschlag auf Kirche | Arusha               | Tansania                     | 3        | 60+       | [ 154 ] [ 155 ] |
| 8. Mai           | Selbstmordattentat mit Autobombe auf Polizeistation | Khyber Pakhtunkhwa   | Pakistan                     | 3 (+1)   | 23        | [ 156 ] |
| 11. Mai          | Anschlag in Reyhanlı | Reyhanlı             | Türkei                       | 53       | 140       | [ 157 ] [ 158 ] |
| 13. Mai          | Selbstmordattentat mit Autobombe und Schusswaffen auf NATO-Stützpunkt | Helmand              | Afghanistan                  | 5 (+4)   | 27        | [ 159 ] |
| 13. Mai          | Anschlag mit Autobombe auf Krankenhaus | Bengasi              | Libyen                       | 9        | 30        | [ 160 ] |
| 15. Mai          | Anschlag mit 8 Autobomben auf Zivilisten | Bagdad               | Irak                         | 9        | 63        | [ 161 ] [ 162 ] [ 163 ] [ 164 ] [ 165 ] [ 166 ] |
| 16. Mai          | Selbstmordattentat mit Autobombe auf NATO-Konvoi | Kabul                | Afghanistan                  | 15 (+1)  | 40        | [ 167 ] |
| 16. Mai          | Anschlag mit 2 Autobomben auf Polizeistreife und Märkte | Bagdad               | Irak                         | 8        | 40        | [ 168 ] [ 169 ] [ 170 ] |
| 17. Mai          | Sprengstoffanschlag auf Moschee | Baquba               | Irak                         | 40       | 57        | [ 171 ] [ 172 ] |
| 17. Mai          | Sprengstoffanschlag auf Beerdigung | Diyala               | Irak                         | 8        | 25        | [ 173 ] |
| 17. Mai          | Sprengstoffanschlag auf Einkaufszentrum | Bagdad               | Irak                         | 15       | 25        | [ 174 ] |
| 17. Mai          | Sprengstoffanschlag auf Zivilisten | Bagdad               | Irak                         | 4        | 22        | [ 175 ] |
| 17. Mai          | Sprengstoffanschlag auf Moscheen | Khyber Pakhtunkhwa   | Pakistan                     | 22       | 36        | [ 176 ] [ 177 ] |
| 17. Mai          | Anschlag mit Autobombe auf Polizeikonvoi | Kandahar             | Afghanistan                  | 9        | 60        | [ 178 ] [ 179 ] |
| 20. Mai          | Anschlag mit 2 Autobomben auf Regierungsgebäude | Machatschkala        | Russland                     | 4        | 44        | [ 180 ] [ 181 ] |
| 20. Mai          | Anschlag mit Selbstmordattentäter und Sprengsatz auf Moscheen | Hilla                | Irak                         | 6 (+1)   | 53        | [ 182 ] [ 183 ] |
| 20. Mai          | Anschlag mit Autobombe auf Markt | Bagdad               | Irak                         | 12       | 26        | [ 184 ] |
| 20. Mai          | Anschlag mit Autobombe auf Markt | Diyala               | Irak                         | 2        | 32        | [ 185 ] |
| 20. Mai          | Selbstmordattentat auf Soldaten bei Militärübung | Sanaa                | Jemen                        | 70 (+1)  | 111       | [ 186 ] |
| 20. Mai          | Anschlag mit 2 Autobomben auf Zivilisten | Tuz Churmatu         | Irak                         | 5        | 43        | [ 187 ] |
| 22. Mai          | Artillerieangriff auf Militärlager | Idlib                | Syrien                       | 40 (+14) |           | [ 188 ] |
| 25. Mai          | Anschlag mit Landmine(n) auf INC-Konvoi | Chhattisgarh         | Indien                       | 17       | 32        | [ 189 ] |
| 25. Mai          | Anschlag mit Autobombe auf schiitische Pilger in Bus | nahe Samarra         | Irak                         | 6        | 20        | [ 190 ] |
| 26. Mai          | Anschlag mit 2 Autobomben auf Wohngebäude, Soldaten und Zivilisten | Ninawa               | Irak                         | 3        | 30        | [ 191 ] [ 192 ] |
| 27. Mai          | Anschlagsserie mit 12 Autobomben auf Märkte, Moschee, Stadion und Zivilisten |                      | Irak                         | 41       | 133       | [ 193 ] [ 194 ] [ 195 ] [ 196 ] [ 197 ] [ 198 ] [ 199 ] [ 200 ] [ 201 ] [ 202 ] [ 203 ] [ 204 ]                                                                                                 |
| 27. Mai          | Anschlag mit Autobombe auf Tankstelle | Homs                 | Syrien                       | 6        | 40        | [ 205 ] |
| 28. Mai          | Sprengstoffanschlag auf Bus | Bagdad               | Irak                         | 7        | 26        | [ 206 ] |
| 28. Mai          | Anschlag mit Autobombe und Sprengsatz auf Markt | Bagdad               | Irak                         | 9        | 34        | [ 207 ] |
| 29. Mai          | Anschlag mit Autobombe auf Hochzeit | Bagdad               | Irak                         | 18       | 40        | [ 208 ] |
| 29. Mai          | Anschlag mit Autobombe und Sprengsatz auf Markt | al-Anbar             | Irak                         | 12       | 31        | [ 209 ] |
| 6. Jun.          | Selbstmordattentat mit Autobombe und Schusswaffen auf Polizeigebäude | Tadschi              | Irak                         | 7 (+4)   | 21 (+5)   | [ 210 ] |
| 6. Jun.          | Anschlag mit Autobombe auf Viehmarkt | Diyala               | Irak                         | 2        | 20        | [ 211 ] |
| 7. Jun.          | Selbstmordattentat mit Autobombe auf schiitische Pilger | al-Muqdadiyya        | Irak                         | 17 (+1)  | 44        | [ 212 ] |
| 8. Jun.          | Anschlag mit Autobombe auf Klinik und Polizeistation | Bagdad               | Irak                         | 4        | 20        | [ 213 ] |
| 9. Jun.          | Anschlag mit Schusswaffen und Granaten auf Regierungsgebäude | Sanaa                | Jemen                        | 10       | 38        | [ 214 ] |
| 10. Jun.         | Selbstmordattentat mit Autobomben auf Militärkonvoi, Kontrollpunkt und Zivilisten | Mossul               | Irak                         | 9 (+1)   | 21        | [ 215 ] [ 216 ] |
| 10. Jun.         | Selbstmordattentat mit Autobomben auf Markt | Dschadidad al-Schatt | Irak                         | 13 (+1)  | 50        | [ 217 ] |
| 10. Jun.         | Anschlag mit Autobomben auf Markt | Tuz Churmatu         | Irak                         | 3        | 22        | [ 218 ] |
| 11. Jun.         | Selbstmordattentat auf Polizeistation | Damaskus             | Syrien                       | 14 (+2)  | 31        | [ 219 ] [ 220 ] |
| 11. Jun.         | Selbstmordattentat mit Autobombe auf Regierungsgebäude | Kabul                | Afghanistan                  | 14 (+1)  | 40        | [ 221 ] |
| 15. Jun.         | Selbstmordattentat mit Schusswaffen auf Studentinnen in Bus und eintreffende Rettungskräfte | Quetta               | Pakistan                     | 25 (+5)  | 60        | [ 222 ] [ 223 ] |
| 15. Jun.         | Granatenangriff auf Kundgebung | Arusha               | Tansania                     | 4        | 20        | [ 224 ] |
| 16. Jun.         | Anschlagsserie mit 3 Sprengsätzen, 13 Autobomben, Selbstmordattentäter und Schusswaffen auf Militärkonvoi, Restaurant, Café, Moschee, Soldaten, Polizisten, Polizeistreife, Restaurant, Märkte und Zivilisten                                             |                      | Irak                         | 46 (+1)  | 148       | [ 225 ] [ 226 ] [ 227 ] [ 228 ] [ 229 ] [ 230 ] [ 231 ] [ 232 ] [ 233 ] [ 234 ] [ 235 ] [ 236 ] [ 237 ] [ 238 ] [ 239 ] [ 240 ] [ 241 ] [ 242 ] [ 243 ]                                         |
| 17. Jun.         | Sprengstoffanschlag auf Restaurant | Tadschi              | Irak                         | 7        | 20        | [ 244 ] |
| 17. Jun.         | Selbstmordattentat auf Wahlzentrum und Polizisten | Falludscha           | Irak                         | 3 (+1)   | 21        | [ 245 ] |
| 17. Jun.         | Anschlag mit Autobombe auf Militärstützpunkt | Aleppo               | Syrien                       | 60       |           | [ 246 ] |
| 18. Jun.         | Selbstmordattentat auf Kontrollpunkt und Moschee | Bagdad               | Irak                         | 29 (+2)  | 57        | [ 247 ] [ 248 ] |
| 21. Jun.         | Selbstmordattentat mit Schusswaffen auf Medresse | Peschawar            | Pakistan                     | 14 (+1)  | 32        | [ 249 ] |
| 21. Jun.         | Anschlag mit Schusswaffen und Sprengstoff auf Zivilisten und Polizisten | Karatschi            | Pakistan                     | 2        | 27        | [ 250 ] [ 251 ] |
| 22. Jun.         | Selbstmordattentat und Moschee | Tadschi              | Irak                         | 24 (+1)  | 25        | [ 252 ] |
| 23. Jun.         | Anschlag mit Panzerfaust auf Flüchtlingslager | Mandera County       | Kenia                        | 15       | 21        | [ 253 ] |
| 23. Jun.         | Anschlag mit Schusswaffen und Panzerfäusten auf Kontrollpunkt | Sidon                | Libanon                      | 17 (+21) | 50        | [ 254 ] |
| 30. Jun.         | Selbstmordattentat auf Moschee | Quetta               | Pakistan                     | 31 (+1)  | 55        | [ 255 ] |
| 30. Jun.         | Anschlag mit Autobombe auf Militärkonvoi | Khyber Pakhtunkhwa   | Pakistan                     | 20       | 50        | [ 256 ] |
| 30. Jun.         | Sprengstoffanschlag auf Fußballplatz | Diyala               | Irak                         | 12       | 24        | [ 257 ] |
| 30. Jun.         | Anschlag mit 2 Autobomben auf Zivilisten | Tuz Churmatu         | Irak                         | 1        | 27        | [ 258 ] |
| 1. Jul.          | Selbstmordattentat auf Beerdigung | al-Muqdadiyya        | Irak                         | 22 (+1)  | 28        | [ 259 ] |
| 2. Jul.          | Anschlag mit Autobombe auf Zivilisten | Samawa               | Irak                         | 3        | 20        | [ 260 ] |
| 5. Jul.          | Selbstmordattentat auf Moschee | Bagdad               | Irak                         | 15 (+1)  | 32        | [ 261 ] |
| 6. Jul.          | Sprengstoffanschlag auf Restaurant | Lahore               | Pakistan                     | 5        | 50        | [ 262 ] |
| 7. Jul.          | Selbstmordattentat auf schiitische Moschee | Quetta               | Pakistan                     | 28 (+1)  | 70        | [ 263 ] |
| 8. Jul.          | Selbstmordattentat mit Autobomben auf Wohnviertel | Homs                 | Syrien                       | 5 (+1)   | 30        | [ 264 ] |
| 9. Jul.          | Anschlag mit Autobombe auf Zivilisten | Haret Hreik          | Libanon                      | 0        | 53        | [ 265 ] |
| 11. Jul.         | Anschlag mit Autobombe und Selbstmordattentäter auf Beerdigung | al-Muqdadiyya        | Irak                         | 10 (+1)  | 22        | [ 266 ] [ 267 ] |
| 11. Jul.         | Anschlag mit Autobombe und Sprengsatz auf Moschee, eintreffende Rettungskräfte und Zivilisten | Dudschail            | Irak                         | 11       | 25        | [ 268 ] [ 269 ] |
| 11. Jul.         | Anschlag mit Autobombe auf Wohnviertel | Tuz Churmatu         | Irak                         | 5        | 29        | [ 270 ] |
| 12. Jul.         | Selbstmordattentat auf Café | Kirkuk               | Irak                         | 41 (+1)  | 35        | [ 271 ] |
| 13. Jul.         | Anschlag mit Autobombe und Sprengsatz auf sunnitische Moscheen | Bagdad               | Irak                         | 23       | 35        | [ 272 ] [ 273 ] |
| 14. Jul.         | Anschlagsserie mit Selbstmordattentäter, 3 Autobomben und 3 Sprengsätzen auf Moschee, Märkte und schiitisches Parteibüro |                      | Irak                         | 20 (+1)  | 76        | [ 274 ] [ 275 ] [ 276 ] [ 277 ] [ 278 ] [ 279 ] [ 280 ] |
| 19. Jul.         | Selbstmordattentat auf Moschee | Diyala               | Irak                         | 20 (+1)  | 40        | [ 281 ] |
| 20. Jul.         | Selbstmordattentat mit Autobombe auf Militärposten und Zivilisten | Mossul               | Irak                         | 1 (+1)   | 22        | [ 282 ] |
| 21. Jul.         | Granatenangriff auf Nachtclub | Cúcuta               | Kolumbien                    | 1        | 20        | [ 283 ] |
| 22. Jul.         | Mörserangriff auf Kontrollpunkt | Ariha                | Syrien                       | 20+      |           | [ 284 ] |
| 22. Jul.         | Selbstmordattentat mit Autobombe auf Militärkonvoi und Zivilisten | Mossul               | Irak                         | 25 (+1)  | 16        | [ 285 ] |
| 23. Jul.         | Sprengstoffanschläge auf Moscheen | Kirkuk               | Irak                         | 7        | 31        | [ 286 ] [ 287 ] |
| 23. Jul.         | Sprengstoffanschlag auf Restaurant | Bagdad               | Irak                         | 6        | 28        | [ 288 ] |
| 24. Jul.         | Selbstmordattentat mit Autobombe und Schusswaffen auf Regierungsgebäude | Sukkur               | Pakistan                     | 2 (+5)   | 38        | [ 289 ] |
| 24. Jul.         | Raketenangriff auf Flüchtlingslager | Damaskus             | Syrien                       | 11       | 45        | [ 290 ] |
| 24. Jul.         | Anschlag mit Autobombe auf Zivilisten | Tuz Churmatu         | Irak                         | 0        | 35        | [ 291 ] |
| 25. Jul.         | Anschlag mit Autobombe auf Zivilisten | Damaskus             | Syrien                       | 10       | 62        | [ 292 ] |
| 26. Jul.         | 2 Selbstmordattentate mit Motorradbomben auf Basar | Parachinar           | Pakistan                     | 59 (+2)  | 151       | [ 293 ] |
| 26. Jul.         | Sprengstoffanschlag auf Polizisten und Zivilisten | Zabul                | Afghanistan                  | 11       | 20        | [ 294 ] |
| 26. Jul.         | Sprengstoffanschlag auf Restaurant | Cagayan de Oro       | Philippinen                  | 8        | 40        | [ 295 ] |
| 26. Jul.         | Granatenangriff auf Zivilisten | Kigali               | Ruanda                       | 3        | 32        | [ 296 ] |
| 27. Jul.         | Anschlag mit Schusswaffen, Panzerfäusten, Mörsergranaten, Granaten und Sprengstoff auf Polizeikontrollpunkt | Khyber Pakhtunkhwa   | Pakistan                     | 2 (+8)   | 24        | [ 297 ] |
| 27. Jul.         | Anschlag mit Schusswaffen und Sprengstoff auf Lokal | Maiduguri            | Nigeria                      | 25       | 30        | [ 298 ] |
| 29. Jul.         | Anschlag mit Autobombe und Sprengsätzen auf Bars | Kano                 | Nigeria                      | 24       | 3         | [ 299 ] [ 300 ] |
| 29. Jul.         | Anschlagsserie mit Schusswaffen, 6 Sprengsätzen, 17 Autobomben, Haftbombe und Selbstmordattentäter mit Autobombe auf Polizisten, Militärpatrouille, schiitische Zivilisten, Polizeifahrzeug, Militärposten, Parfümerie, Konvoi, Markt, Café und Parkplatz |                      | Irak                         | 57 (+3)  | 202       | [ 301 ] [ 302 ] [ 303 ] [ 304 ] [ 305 ] [ 306 ] [ 307 ] [ 308 ] [ 309 ] [ 310 ] [ 311 ] [ 312 ] [ 313 ] [ 314 ] [ 315 ] [ 316 ] [ 317 ] [ 318 ] [ 319 ] [ 320 ] [ 321 ] [ 322 ] [ 323 ] [ 324 ] |
| 30. Jul.         | Mörserangriff auf Zivilisten | Deir ez-Zor          | Syrien                       | 10       | 26        | [ 325 ] |
| 1. Aug.          | Raketenangriff auf Munitionsdepot und Zivilisten | Homs                 | Syrien                       | 40       | 160       | [ 326 ] |
| 3. Aug.          | Selbstmordattentate mit Autobombe und Schusswaffen auf indisches Konsulat | Dschalalabad         | Afghanistan                  | 9 (+3)   | 22        | [ 327 ] |
| 5. Aug.          | Sprengstoffanschlag auf Markt | Kandahar             | Afghanistan                  | 4        | 22        | [ 328 ] |
| 6. Aug.          | Anschlag mit Autobombe auf Zivilisten | Damaskus             | Syrien                       | 18       | 56        | [ 329 ] |
| 6. Aug.          | Anschlagsserie mit Selbstmordattentäter, 11 Autobomben und 2 Sprengsätzen auf Kontrollpunkt, Dorf, Eiscafé, Märkte, Zivilisten, Minibus und Café |                      | Irak                         | 58 (+1)  | 169       | [ 330 ] [ 331 ] [ 332 ] [ 333 ] [ 334 ] [ 335 ] [ 336 ] [ 337 ] [ 338 ] [ 339 ] [ 340 ] [ 341 ] [ 342 ]                                                                                         |
| 7. Aug.          | Anschlag mit Autobombe, Schusswaffen und Sprengsätzen auf Wohngebäude | Tikrit               | Irak                         | 17       | 30        | [ 343 ] [ 344 ] |
| 8. Aug.          | Selbstmordattentat mit Schusswaffen auf Polizisten und Beerdigung | Quetta               | Pakistan                     | 39 (+1)  | 55        | [ 345 ] [ 346 ] |
| 10. Aug.         | Anschlagsserie mit Selbstmordattentäter, 19 Autobomben und 4 Sprengsätzen auf Tankstelle, Cafés, Moschee, Park, Restaurant, Parkplatz, Märkte und Zivilisten                                                                                              |                      | Irak                         | 88 (+1)  | 271       | [ 347 ] [ 348 ] [ 349 ] [ 350 ] [ 351 ] [ 352 ] [ 353 ] [ 354 ] [ 355 ] [ 356 ] [ 357 ] [ 358 ] [ 359 ] [ 360 ] [ 361 ] [ 362 ] [ 363 ] [ 364 ] [ 365 ] [ 366 ] [ 367 ] [ 368 ]                 |
| 15. Aug.         | Anschlag mit Autobombe auf Hisbollah-Mitglieder | Beirut               | Libanon                      | 30       | 30        | [ 369 ] |
| 15. Aug.         | Anschlagsserie mit Motorradbombe, Haftbombe und 8 Autobomben auf Handelsplatz, Sattelzug mit Gaszylindern, Polizeistreife, Geschäfte, Markt, Polizeistation, Autowerkstatt, Bushaltestelle, Arbeiter und Zivilisten                                       | (nahe) Bagdad        | Irak                         | 33       | 86        | [ 370 ] [ 371 ] [ 372 ] [ 373 ] [ 374 ] [ 375 ] [ 376 ] [ 377 ] [ 378 ] [ 379 ] |
| 16. Aug.         | Anschlag mit Schusswaffen und Raketen auf Expresszug | Belutschistan        | Pakistan                     | 3        | 32        | [ 380 ] |
| 19. Aug.         | Anschlag mit Schusswaffen und Panzerfäusten auf Polizeibusse | Rafah                | Ägypten                      | 25       | 3         | [ 381 ] |
| 20. Aug.         | Anschlag mit 2 Autobomben auf Zivilisten | Amara                | Irak                         | 4        | 42        | [ 382 ] [ 383 ] |
| 20. Aug.         | Anschlag mit Autobombe auf Kraftwerk | Nasiriya             | Irak                         | 3        | 21        | [ 384 ] |
| 22. Aug.         | Sprengstoffanschlag auf Hochzeit | Dudschail            | Irak                         | 6        | 22        | [ 385 ] |
| 22. Aug.         | Selbstmordattentat auf Restaurant | Aleppo               | Syrien                       | 6 (+1)   | 20        | [ 386 ] |
| 23. Aug.         | Anschlag mit 2 Autobomben auf Moscheen | Tripoli              | Libanon                      | 47       | 300       | [ 387 ] [ 388 ] |
| 23. Aug.         | Selbstmordattentat auf Park | Bagdad               | Irak                         | 25 (+1)  | 50        | [ 389 ] |
| 25. Aug.         | Anschlag mit Autobombe auf Markt | Baquba               | Irak                         | 11       | 34        | [ 390 ] |
| 25. Aug.         | Sprengstoffanschlag auf Café | Bagdad               | Irak                         | 10       | 20        | [ 391 ] |
| 28. Aug.         | Selbstmordattentat mit Autobomben und Schusswaffen auf NATO-Stützpunkt | Ghazni               | Afghanistan                  | 7 (+1)   | 62        | [ 392 ] |
| 28. Aug.         | Anschlagsserie mit 2 Selbstmordattentätern mit Autobomben, 2 Sprengsätzen und 12 Autobomben auf Parkplatz, Märkte, Kontrollpunkt und Zivilisten | Bagdad               | Irak                         | 41 (+2)  | 190       | [ 393 ] [ 394 ] [ 395 ] [ 396 ] [ 397 ] [ 398 ] [ 399 ] [ 400 ] [ 401 ] [ 402 ] [ 403 ] [ 404 ] [ 405 ] [ 406 ] [ 407 ] [ 408 ] [ 409 ] [ 410 ]                                                 |
| 29. Aug.         | Anschlag mit Autobombe auf Gemüsemarkt | Samarra              | Irak                         | 11       | 25        | [ 411 ] |
| 31. Aug.         | Selbstmordattentat auf Kontrollpunkt | Kandahar             | Afghanistan                  | 6 (+1)   | 22        | [ 412 ] |
| 31. Aug.         | Selbstmordattentat mit Autobombe auf Polizeistreife | Ramadi               | Irak                         | 12 (+1)  | 20        | [ 413 ] |
| 1. Sep.          | Sprengstoffanschlag auf Militärkonvoi | Khyber Pakhtunkhwa   | Pakistan                     | 9        | 20        | [ 414 ] |
| 3. Sep.          | Anschlagsserie mit 12 Autobomben auf Restaurants, Wohnviertel, Eiscafé, Polizeistation und Zivilisten | Bagdad               | Irak                         | 43       | 165       | [ 415 ] [ 416 ] [ 417 ] [ 418 ] [ 419 ] [ 420 ] [ 421 ] [ 422 ] [ 423 ] [ 424 ] [ 425 ] [ 426 ] [ 427 ]                                                                                         |
| 5. Sep.          | Anschlag mit 3 Autobomben auf Zivilisten | Kirkuk               | Irak                         | 2        | 24        | [ 428 ] [ 429 ] [ 430 ] |
| 7. Sep.          | Anschlag mit Selbstmordattentäter und 2 Autobomben auf Restaurant | Mogadischu           | Somalia                      | 15 (+1)  | 23        | [ 431 ] [ 432 ] |
| 8. Sep.          | Selbstmordattentat mit Autobombe und Schusswaffen auf Regierungsgebäude | Wardak               | Afghanistan                  | 4 (+6)   | 150       | [ 433 ] |
| 11. Sep.         | Anschlag mit Autobombe und 2 Selbstmordattentätern auf Moschee | Bagdad               | Irak                         | 30 (+2)  | 55        | [ 434 ] [ 435 ] |
| 12. Sep.         | Anschlag mit Autobombe auf Konvoi | Kismaayo             | Somalia                      | 20       | 24        | [ 436 ] |
| 13. Sep.         | Sprengstoffanschlag auf Moschee | Baquba               | Irak                         | 30       | 24        | [ 437 ] [ 438 ] |
| 13. Sep.         | Sprengstoffanschlag auf Regierungsgebäude | Malangwa             | Nepal                        | 0        | 25        | [ 439 ] |
| 14. Sep.         | Selbstmordattentat auf Beerdigung | Ninawa               | Irak                         | 26 (+1)  | 35        | [ 440 ] |
| 15. Sep.         | Sprengstoffanschlag auf Bus | Nimrus               | Afghanistan                  | 15       | 25        | [ 441 ] |
| 15. Sep.         | Anschlagsserie mit Sprengsätzen und Autobomben auf Gebäude, Märkte, Café, Bauarbeiter, Polizeistreife, Konvoi, Autowerkstatt und Zivilisten |                      | Irak                         | 47       | 166       | [ 442 ] [ 443 ] [ 444 ] [ 445 ] [ 446 ] [ 447 ] [ 448 ] [ 449 ] [ 450 ] [ 451 ] [ 452 ] [ 453 ] [ 454 ]                                                                                         |
| 17. Sep.         | Anschlag mit Autobombe auf Grenzübergang | Idlib                | Syrien                       | 7        | 20        | [ 455 ] |
| 17. Sep.         | Anschlag mit 8 Autobomben auf Markt und Zivilisten | Bagdad               | Irak                         | 25       | 79        | [ 456 ] [ 457 ] [ 458 ] [ 459 ] [ 460 ] [ 461 ] [ 462 ] [ 463 ] |
| 18. Sep.         | Selbstmordattentat mit Autobombe auf Zivilisten | Tuz Churmatu         | Irak                         | 1 (+1)   | 20        | [ 464 ] |
| 19. Sep.         | Sprengstoffanschlag auf Zivilisten | Salah ad-Din         | Irak                         | 5        | 20+       | [ 465 ] |
| 19. Sep.         | Sprengstoffanschlag auf Markt | Abu Ghuraib          | Irak                         | 9        | 30        | [ 466 ] |
| 20. Sep.         | 3 Selbstmordattentat mit Autobomben und Schusswaffen auf Kontrollpunkt, Militärstützpunkt, Gasterminal und Polizeicamp | Schabwa              | Jemen                        | 56 (+3)  | 20        | [ 467 ] [ 468 ] [ 469 ] [ 470 ] |
| 20. Sep.         | Sprengstoffanschlag auf Moschee | Samarra              | Irak                         | 18       | 21        | [ 471 ] |
| 21. Sep.         | Überfall auf das Westgate-Einkaufszentrum | Nairobi              | Kenia                        | 67 (+5)  | 300       | [ 472 ] |
| 21. Sep.         | Selbstmordattentat mit Autobomben und Sprengsatz auf Beerdigung | Bagdad               | Irak                         | 66 (+1)  | 120       | [ 473 ] [ 474 ] [ 475 ] |
| 21. Sep.         | Selbstmordattentat auf Polizeigebäude | Baidschi             | Irak                         | 7 (+4)   | 21        | [ 476 ] |
| 22. Sep.         | Anschlag auf Christen in Peschawar 2013 | Peschawar            | Pakistan                     | 85 (+2)  | 131       | [ 477 ] |
| 22. Sep.         | Selbstmordattentat auf Beerdigung | Bagdad               | Irak                         | 16 (+1)  | 35        | [ 478 ] |
| 22. Sep.         | Anschlag mit Motorradbombe auf Markt | Belutschistan        | Pakistan                     | 0        | 20+       | [ 479 ] |
| 22. Sep.         | Selbstmordattentat mit Autobombe auf Zivilisten | Kirkuk               | Irak                         | 0 (+1)   | 35        | [ 480 ] |
| 23. Sep.         | Selbstmordattentat mit Autobombe auf Polizeistation | Dagestan             | Russland                     | 2 (+1)   | 20        | [ 481 ] |
| 23. Sep.         | Sprengstoffanschlag auf Beerdigung und Ersthelfer | Bagdad               | Irak                         | 16       | 30        | [ 482 ] [ 483 ] |
| 25. Sep.         | Sprengstoffanschlag auf Markt | Mossul               | Irak                         | 7        | 25        | [ 484 ] |
| 26. Sep.         | Sprengstoffanschlag auf Markt | Salah ad-Din         | Irak                         | 15       | 70        | [ 485 ] |
| 26. Sep.         | Sprengstoffanschlag auf Zivilisten | Sanaa                | Jemen                        | 2        | 20        | [ 486 ] |
| 27. Sep.         | Sprengstoffanschlag auf Bus mit Regierungsarbeitern | Peschawar            | Pakistan                     | 17       | 33        | [ 487 ] |
| 27. Sep.         | Anschlag mit Autobombe auf Moschee | Rif Dimaschq         | Syrien                       | 30       | 24        | [ 488 ] |
| 29. Sep.         | Anschlag mit Autobombe auf Basar | Peschawar            | Pakistan                     | 43       | 100+      | [ 489 ] |
| 29. Sep.         | Selbstmordattentat auf Beerdigung | Babil                | Irak                         | 40 (+1)  | 50        | [ 490 ] |
| 29. Sep.         | Selbstmordattentate mit Autobomben, Granaten und Schusswaffen auf Regierungsgebäude | Erbil                | Irak                         | 6 (+6)   | 31        | [ 491 ] |
| 30. Sep.         | Anschlag mit 15 Autobomben auf Zivilisten | Bagdad               | Irak                         | 30       | 142       | [ 492 ] [ 493 ] [ 494 ] [ 495 ] [ 496 ] [ 497 ] [ 498 ] [ 499 ] [ 500 ] [ 501 ] [ 502 ] [ 503 ] [ 504 ] [ 505 ] [ 506 ]                                                                         |
| 3. Okt.          | Anschlag mit Autobombe und 3 Selbstmordattentätern auf Milizgelände | Khyber Pakhtunkhwa   | Pakistan                     | 17 (+1)  | 22        | [ 507 ] |
| 5. Okt.          | Selbstmordattentat auf schiitische Pilger | Bagdad               | Irak                         | 42 (+1)  | 75        | [ 508 ] |
| 5. Okt.          | Selbstmordattentat mit Autobombe auf Café | Salah ad-Din         | Irak                         | 11 (+1)  | 35        | [ 509 ] |
| 6. Okt.          | Selbstmordattentat auf schiitische Pilger | Bagdad               | Irak                         | 10 (+1)  | 20        | [ 510 ] |
| 6. Okt.          | 2 Selbstmordattentate mit Autobomben auf Grundschule und Polizeistation | Ninawa               | Irak                         | 17 (+2)  | 44        | [ 511 ] [ 512 ] |
| 7. Okt.          | Anschlagsserie mit 8 Autobomben und 3 Sprengsätzen auf Moschee, Kontrollpunkt, Einkaufsviertel, Markt und Zivilisten | Bagdad               | Irak                         | 28       | 95        | [ 513 ] [ 514 ] [ 515 ] [ 516 ] [ 517 ] [ 518 ] [ 519 ] [ 520 ] [ 521 ] [ 522 ] [ 523 ] |
| 7. Okt.          | Selbstmordattentat mit Autobombe auf Militärgebäude | Dschanub Sina        | Ägypten                      | 5 (+1)   | 40        | [ 524 ] |
| 10. Okt.         | Anschlag mit Motorradbombe auf Markt und Polizeistation | Quetta               | Pakistan                     | 6        | 31        | [ 525 ] |
| 12. Okt.         | Anschlag mit Autobombe auf Großhandelsproduktionsmarkt | Samarra              | Irak                         | 12       | 22        | [ 526 ] |
| 15. Okt.         | Sprengstoffanschlag auf Moschee | Kirkuk               | Irak                         | 12       | 26        | [ 527 ] |
| 17. Okt.         | Anschlagsserie mit 12 Autobomben auf Märkte, Spielplatz, Kontrollpunkt und Zivilisten | Bagdad               | Irak                         | 45       | 125       | [ 528 ] [ 529 ] [ 530 ] [ 531 ] [ 532 ] [ 533 ] [ 534 ] [ 535 ] [ 536 ] [ 537 ] [ 538 ] [ 539 ]                                                                                                 |
| 17. Okt.         | Selbstmordattentat mit Autobombe auf Flüchtlinge | Mossul               | Irak                         | 17 (+1)  | 66        | [ 540 ] |
| 18. Okt.         | Sprengstoffanschlag auf Park | ad-Dawr              | Irak                         | 5        | 20        | [ 541 ] |
| 19. Okt.         | Selbstmordattentat auf Restaurant und Soldaten | Beledweyne           | Somalia                      | 15 (+1)  | 33        | [ 542 ] |
| 20. Okt.         | Anschlag mit Sprengsatz und Selbstmordattentäter auf Café | Bagdad               | Irak                         | 34 (+1)  | 40        | [ 543 ] [ 544 ] |
| 20. Okt.         | Selbstmordattentat mit Autobombe auf Kontrollpunkt und Zivilisten | Hama                 | Syrien                       | 30 (+1)  | 24        | [ 545 ] |
| 20. Okt.         | Schusswaffen- und Mörserangriffe auf Dörfer |                      | Südsudan                     | 79       | 87        | [ 546 ] [ 547 ] [ 548 ] |
| 21. Okt.         | Selbstmordattentat auf Bus | Wolgograd            | Russland                     | 5 (+1)   | 20        | [ 549 ] |
| 22. Okt.         | Sprengstoffanschlag auf Firmengelände | Warri                | Nigeria                      | 0        | 30        | [ 550 ] |
| 24. Okt.         | Anschlag mit Schusswaffen und Sprengstoff auf Sicherheitskräfte | Yobe                 | Nigeria                      | 30 (+95) |           | [ 551 ] [ 552 ] [ 553 ] [ 554 ] [ 555 ] [ 556 ] |
| 25. Okt.         | Anschlag mit Autobombe auf Moschee | Rif Dimaschq         | Syrien                       | 40       | 24        | [ 557 ] |
| 27. Okt.         | Anschlagsserie mit 7 Autobomben auf Bushaltestelle, Zivilisten, Märkte und Gewerbegebiet | Bagdad               | Irak                         | 27       | 52        | [ 558 ] [ 559 ] [ 560 ] [ 561 ] [ 562 ] [ 563 ] [ 564 ] |
| 27. Okt.         | Selbstmordattentat mit Autobombe auf Soldaten und Zivilisten | Mossul               | Irak                         | 14 (+1)  | 25        | [ 565 ] |
| 27. Okt.         | Sprengstoffanschlag auf Bahnhof und Wahlkampfveranstaltung | Patna                | Indien                       | 7        | 81        | [ 566 ] [ 567 ] [ 568 ] [ 569 ] [ 570 ] [ 571 ] [ 572 ] |
| 29. Okt.         | Selbstmordattentat auf Wohngebäude, Soldaten und Zivilisten | al Tarmia            | Irak                         | 12 (+2)  | 23        | [ 573 ] [ 574 ] |
| 31. Okt.         | Anschlag mit 2 Autobomben und Selbstmordattentäter auf Markt | Tuz Churmatu         | Irak                         | 6 (+1)   | 33        | [ 575 ] [ 576 ] |
| 6. Nov.          | Selbstmordattentat mit Autobombe auf Luftwaffengeheimdienstdirektionsbüro | as-Suwaida           | Syrien                       | 8 (+1)   | 41        | [ 577 ] |
| 6. Nov.          | Sprengstoffanschlag auf Bahnhof | Damaskus             | Syrien                       | 8        | 50        | [ 578 ] |
| 7. Nov.          | 2 Selbstmordattentate mit Autobomben auf Militärstützpunkt | al Tarmia            | Irak                         | 16 (+2)  | 39        | [ 579 ] |
| 8. Nov.          | Sprengstoffanschlag auf Restaurant | Mossul               | Irak                         | 10       | 58        | [ 580 ] |
| 13. Nov.         | Mörserangriff auf Zivilisten | Damaskus             | Syrien                       | 2        | 20        | [ 581 ] [ 582 ] |
| 14. Nov.         | Sprengstoffanschlag auf schiitische Pilger | Wasit                | Irak                         | 9        | 26        | [ 583 ] [ 584 ] |
| 14. Nov.         | Selbstmordattentat auf schiitische Pilger | Diyala               | Irak                         | 32 (+1)  | 80        | [ 585 ] |
| 15. Nov.         | Anschlag mit Schusswaffen und Panzerfäusten auf Milizgebäude | Tripolis             | Libyen                       | 42       | 400       | [ 586 ] |
| 16. Nov.         | Selbstmordattentat mit Autobombe auf Veranstaltung und Soldaten | Kabul                | Afghanistan                  | 13 (+1)  | 29        | [ 587 ] |
| 17. Nov.         | Anschlagsserie mit 6 Autobomben auf Polizeistreife, Markt und Zivilisten | Bagdad               | Irak                         | 12       | 63        | [ 588 ] [ 589 ] [ 590 ] [ 591 ] [ 592 ] [ 593 ] |
| 17. Nov.         | Anschlagsserie mit 12 Sprengsätzen, 6 Selbstmordattentätern und 5 Autobomben auf Zivilisten, Markt und Kontrollpunkt | Tuz Churmatu         | Irak                         | 21 (+5)  | 40 (+1)   | [ 594 ] [ 595 ] [ 596 ] [ 597 ] [ 598 ] [ 599 ] [ 600 ] [ 601 ] [ 602 ] [ 603 ] [ 604 ] [ 605 ] [ 606 ] [ 607 ] [ 608 ]                                                                         |
| 19. Nov.         | 2 Selbstmordattentate mit Autobombe auf die iranische Botschaft | Libanonberg          | Libanon                      | 26 (+2)  | 150+      | [ 609 ] [ 610 ] |
| 20. Nov.         | Selbstmordattentat mit Autobombe auf Militärkonvoi | Schimal Sina         | Ägypten                      | 10 (+1)  | 35        | [ 611 ] |
| 20. Nov.         | Anschlagsserie mit 2 Sprengsätzen und 6 Autobomben auf Café, Bäckerei, 2 Märkte und Zivilisten | Bagdad               | Irak                         | 33       | 92        | [ 612 ] [ 613 ] [ 614 ] [ 615 ] [ 616 ] [ 617 ] [ 618 ] [ 619 ] |
| 21. Nov.         | Anschlag mit Autobombe auf Gemüsemarkt | Diyala               | Irak                         | 25       | 45        | [ 620 ] |
| 21. Nov.         | Anschlag mit Motorradbombe auf Kontrollpunkt und Zivilisten | Quetta               | Pakistan                     | 3        | 22        | [ 621 ] |
| 21. Nov.         | Selbstmordattentat auf Zollamt | Torcham              | Pakistan                     | 0 (+1)   | 26        | [ 622 ] |
| 22. Nov.         | Anschlag mit 2 Motorradbomben auf Zivilisten | Karatschi            | Pakistan                     | 6        | 35        | [ 623 ] [ 624 ] |
| 23. Nov.         | 2 Selbstmordattentate mit Autobombe auf Moschee | Tuz Churmatu         | Irak                         | 9 (+2)   | 40        | [ 625 ] [ 626 ] |
| 25. Nov.         | Anschlag mit Sprengsatz und Selbstmordattentäter auf Café | Bagdad               | Irak                         | 17 (+1)  | 37        | [ 627 ] [ 628 ] |
| 25. Nov.         | Sprengstoffanschlag auf Polizeistreife | Mossul               | Irak                         | 3        | 30        | [ 629 ] |
| 25. Nov.         | Mörserangriff auf Zivilisten | Aleppo               | Syrien                       | 11       | 20        | [ 630 ] |
| 26. Nov.         | Selbstmordattentat mit Autobombe auf Bushaltestelle | Damaskus             | Syrien                       | 15 (+1)  | 31        | [ 631 ] |
| 27. Nov.         | Selbstmordattentat auf Beerdigung | al-Anbar             | Irak                         | 8 (+1)   | 21        | [ 632 ] |
| 29. Nov.         | Mörserangriff auf Moschee | Damaskus             | Syrien                       | 4        | 26        | [ 633 ] |
| 1. Dez.          | Selbstmordattentat mit Autobombe auf Beerdigung | al-Muqdadiyya        | Irak                         | 10 (+1)  | 25        | [ 634 ] |
| 4. Dez.          | Selbstmordattentat mit Autobombe und Schusswaffen auf Polizeigebäude | Kirkuk               | Irak                         | 10 (+1)  | 75        | [ 635 ] |
| 5. Dez.          | Selbstmordattentat mit Autobombe auf Marinefahrzeuge | Boosaaso             | Somalia                      | 9 (+1)   | 37        | [ 636 ] |
| 5. Dez.          | Selbstmordattentat mit Autobombe auf NATO-Konvoi | Kandahar             | Afghanistan                  | 0 (+1)   | 29        | [ 637 ] |
| 5. Dez.          | Selbstmordattentat mit Autobombe und Schusswaffen auf Militärkrankenhaus und Zivilisten | Sanaa                | Jemen                        | 56 (+12) | 215       | [ 638 ] |
| 7. Dez.          | Anschlag mit Autobombe auf Regierungsgebäude, Polizeistation und Zivilisten | Inzá                 | Kolumbien                    | 8        | 38        | [ 639 ] |
| 8. Dez.          | Anschlag mit Autobombe auf Café | Bagdad               | Irak                         | 11       | 22        | [ 640 ] |
| 9. Dez.          | Anschlagsserie mit 11 Autobomben, Haftbombe und Sprengsatz auf Autowerkstatt, Militäroffizier, Markt, Restaurant, Finanzamt und Zivilisten | (nahe) Bagdad        | Irak                         | 40       | 119       | [ 641 ] [ 642 ] [ 643 ] [ 644 ] [ 645 ] [ 646 ] [ 647 ] [ 648 ] [ 649 ] [ 650 ] [ 651 ] [ 652 ]                                                                                                 |
| 10. Dez.         | Anschläge mit Schusswaffen und Selbstmordattentäter auf 7 schiitische Hirten und deren Beerdigung | Diyala               | Irak                         | 18 (+1)  | 20        | [ 653 ] [ 654 ] |
| 14. Dez.         | Sprengstoffanschlag auf Markt | Nairobi              | Kenia                        | 4        | 36        | [ 655 ] |
| 16. Dez.         | Anschlag mit 2 Autobomben auf schiitische Pilger | Babil                | Irak                         | 24       | 55        | [ 656 ] |
| 16. Dez.         | Anschlag mit 2 Autobomben auf Regierungsgebäude | Bagdad               | Irak                         | 4        | 24        | [ 657 ] [ 658 ] |
| 17. Dez.         | Selbstmordattentat auf schiitische Pilger | Babil                | Irak                         | 4 (+1)   | 13        | [ 659 ] |
| 17. Dez.         | Granatenangriff auf schiitische Pilger | Bagdad               | Irak                         | 6        | 26        | [ 660 ] [ 661 ] |
| 18. Dez.         | Selbstmordattentat mit Autobombe auf Kontrollpunkt und Zivilisten | Mir Ali              | Pakistan                     | 5 (+1)   | 34        | [ 662 ] |
| 19. Dez.         | Selbstmordattentate auf schiitische Pilger | Babil, Bagdad        | Irak                         | 33 (+3)  | 79        | [ 663 ] [ 664 ] [ 665 ] |
| 20. Dez.         | Sprengstoffanschlag auf Markt und Friedhof | Babil                | Irak                         | 11       | 25        | [ 666 ] [ 667 ] |
| 22. Dez.         | Anschlagsserie mit 2 Sprengsätzen, Autobombe und 2 Motorradbomben auf Geschäft, Fastfood-Restaurant, Hotel und Polizeistationen | Songkhla             | Thailand                     | 2        | 25        | [ 668 ] [ 669 ] [ 670 ] [ 671 ] [ 672 ] |
| 22. Dez.         | Selbstmordattentat mit Autobombe auf Grundschule | Homs                 | Syrien                       | 20 (+1)  |           | [ 673 ] |
| 24. Dez.         | Selbstmordattentat mit Autobombe und 2 Sprengsätzen auf Polizeihauptquartier | al-Mansura           | Ägypten                      | 15 (+1)  | 130       | [ 674 ] |
| 25. Dez.         | Anschlag mit Autobombe und Sprengsatz auf Markt, Kirche und christliche Zivilisten | Bagdad               | Irak                         | 40       | 60        | [ 675 ] [ 676 ] |
| 26. Dez.         | Raketenangriff auf Milizionäre | nahe Bagdad          | Irak                         | 3        | 50        | [ 677 ] |
| 27. Dez.         | Anschlag mit Autobombe auf den ehemaligen Finanzminister und Zivilisten | Libanonberg          | Libanon                      | 8        | 71        | [ 678 ] |
| 29. und 30. Dez. | Anschläge in Wolgograd 2013 | Wolgograd            | Russland                     | 16 (+1)  | 28        | Selbstmordattentat auf O-Bus |